# Pas d'orchidées pour miss Blandish (film)
Pour le roman, voir Pas d'orchidées pour miss Blandish.
Pour plus de détails, voir Fiche technique et Distribution.
Pas d'orchidées pour miss Blandish (titre original : The Grissom Gang) est un film américain réalisé par Robert Aldrich, sorti en 1971. 
Scénarisé par l'écrivain britannique Leon Griffiths (en), le film de Robert Aldrich est la seconde adaptation cinématographique du roman éponyme de James Hadley Chase Pas d'orchidées pour miss Blandish (No Orchids for Miss Blandish), publié en 1939, après un premier film — réalisé par le réalisateur sud-africain St. John Legh Clowes (en) — ayant porté l'œuvre à l'écran en 1948.

## Synopsis
Une bande de petits malfrats en manque d'argent veut voler le collier de la riche héritière Miss Blandish. Mais leur plan se passe mal et ils tuent le fiancé de Miss Blandish. Embarqués malgré eux dans un enlèvement forcé, ils se trouvent bientôt poursuivis par la bande de Grissom, plus forte et mieux organisée. L'histoire d'un enlèvement et de ses péripéties peu habituelles.

## Fiche technique
- Titre : Pas d'orchidées pour miss Blandish
- Titre original : The Grissom Gang
- Réalisation : Robert Aldrich
- Assistants-réalisateur : Malcolm R. Harding et William A. Morrison
- Scénario : Leon Griffiths (en), d'après le roman éponyme de James Hadley Chase (1939)
- Photographie : Joseph F. Biroc
- Montage : Michael Luciano
- Musique : Gerald Fried
- Direction artistique : James Dowell Vance
- Décors : John Brown
- Costumes : Norma Koch
- Son : Richard S. Church
- Casting : Lynn Stalmaster
- Script : Robert Gary
- Producteur : Robert Aldrich
- Producteurs associés : William Aldrich, Walter Blake
- Société de production : ABC Pictures, The Associates & Aldrich Company
- Société de distribution : Cinerama Releasing Corporation (en) (États-Unis), Cinerama Releasing UK (Royaume-Uni), Dear International (Italie), Twentieth Century Fox (France)
- Pays de production :  États-Unis
- Format : Couleur (Metrocolor) — 35 mm — 1,85:1 — Son : Mono
- Genre : Film dramatique, Film policier
- Durée : 128 minutes
- Dates de sortie : 
  - États-Unis : 28 mai 1971 (Los Angeles et New York, premières) | 29 mai 1971 (sortie nationale)
  - Italie : 2 septembre 1971
  - Allemagne de l'Ouest : 24 septembre 1971
  - France : 29 septembre 1971
  - Royaume-Uni : 28 octobre 1971

## Distribution
- Kim Darby : Barbara Blandish
- Scott Wilson : Slim Grissom
- Tony Musante : Eddie Hagan
- Robert Lansing : Dave Fenner
- Connie Stevens : Anna Borg
- Irene Dailey : Gladys 'Ma' Grissom
- Wesley Addy : John P. Blandish
- Joey Faye (en) : Woppy
- Michael Baseleon : Frankie Connor
- Ralph Waite : Mace
- Hal Baylor : Chef McLaine
- Matt Clark : Joe Bailey
- Alvin Hammer : Sam
- Dots Johnson (en) : Johnny Hutchins (as Dotts Johnson)
- Don Keefer : Doc Grissom

## Autour du film
- Le film a été tourné du 6 juillet 1970 au 13 novembre 1970 à Modesto, dans le comté de Stanislaus, Placerville dans le comté d'El Dorado et Sutter Creek dans le comté d'Amador, en Californie, ainsi qu'aux Aldrich Studios à Los Angeles pour les scènes d'intérieur.
- À la suite de l'échec commercial de ce film, Robert Aldrich a été contraint de vendre le studio qu'il avait créé grâce au succès de son film Les Douze Salopards (The Dirty Dozen), sorti en 1967, ce qui lui avait permis de produire de manière indépendante trois films : Le Démon des femmes (The Legend of Lylah Clare) (1968), Faut-il tuer Sister George ? (The Killing of Sister George) (1968) et Trop tard pour les héros (Too Late the Hero) (1970) qui avaient également été des échecs au box-office.